# Pic Younts
Le pic Younts (en anglais : Younts Peak) est un sommet montagneux situé dans le comté de Park au Wyoming aux États-Unis.
Avec une altitude de 3 705 m, il s'agit du point culminant de la Teton Wilderness (en). Il se trouve à l'ouest de la montagne Thorofare, dans la chaîne Absaroka.
La rivière Yellowstone se forme à proximité du pic Younts à partir des deux ruisseaux North Fork et South Fork prenant leur source sur les crêtes nord et sud du pic respectivement et se rejoignant à la base de la crête ouest.
Le sommet peut être parcouru à pied, mais il est difficile d'y accéder en raison de son éloignement.

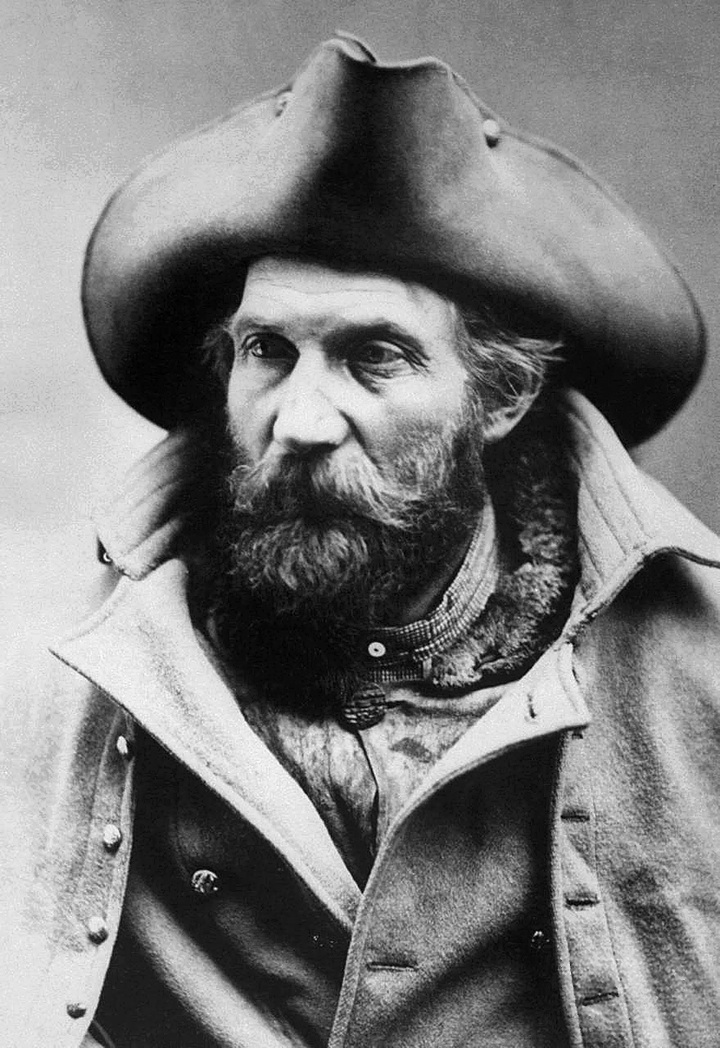
Harry Yount, qui a donné son nom au pic Younts.

Il est nommé en l'honneur de Harry Yount, considéré comme le premier ranger du parc national de Yellowstone.